# Plaisance (Québec)
Plaisance ist eine Gemeinde am südwestlichen Rand der kanadischen Provinz Québec. Der Ort hat 1088 Einwohner (Stand: 2016) und liegt am Highway 148 von Montreal (160 km) nach Gatineau (70 km) sowie am Fluss Ottawa, der hier die Grenze zur Provinz Ontario bildet. 2011 betrug die Einwohnerzahl 1103.

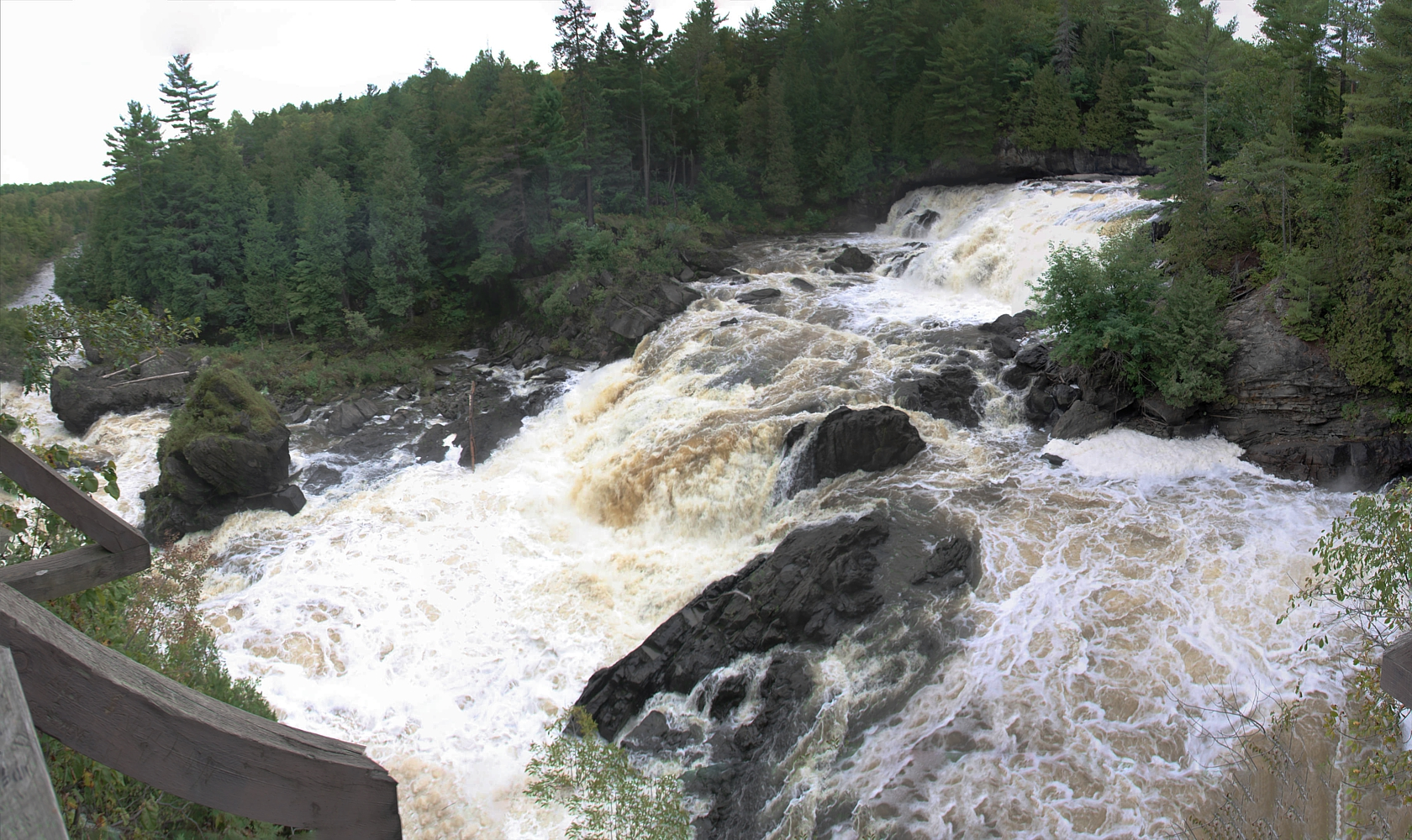
Kaskaden der Chutes de Plaisance

Die wichtigsten Sehenswürdigkeiten sind die nördlich des Ortes gelegenen Wasserfälle Chutes de Plaisance, die in mehreren Kaskaden insgesamt 63 m in die Tiefe stürzen, und der Parc national de Plaisance, der im Wesentlichen aus vogelreichen Feuchtgebieten am Fluss Ottawa besteht.